# ロクスバラ、エトリック・アンド・ローダーデイル統監
ロクスバラ、エトリック・アンド・ローダーデイル統監（ロクスバラ、エトリック・アンド・ローダーデイルとうかん、英語: Lord Lieutenant of Roxburgh, Ettrick and Lauderdale）は、イギリスの官職。統監の1つで、ロクスバラ、エトリック・アンド・ローダーデイルを担当する。1973年地方政府（スコットランド）法でスコットランドの地方自治体再編が行われ、再編に伴う1975年統監令（The Lord-Lieutenants Order 1975）によりセルカークシャー統監の管轄地域が拡大されエトリック・アンド・ローダーデイル統監となり、1996年統監（スコットランド）令（The Lord-Lieutenants (Scotland) Order 1996）でロクスバラシャー統監と統合した。

## 一覧
- 1975年3月19日 – 1998年：第9代バクルー公爵ジョン・スコット（英語版）[1][3]
  - ロクスバラ統監、セルカークシャー統監より続投[3]。1975年時点では名目上ロクスバラ統監とエトリック・アンド・ローダーデイル統監を兼任する形であり、1996年統監（スコットランド）令（The Lord-Lieutenants (Scotland) Order 1996）により1996年4月1日に正式に統合された[2]。
- 1998年12月7日 – 2007年：ジューン・パターソン＝ブラウン（英語版）[3][4]
- 2007年3月28日 – 2016年12月28日：ジェラルド・エドワード・イアン・メイトランド＝カリュー閣下（英語版）[4][5]
- 2016年12月28日 – ：第10代バクルー公爵リチャード・スコット（英語版）[5]